# Grubetiće
Grubetiće (Servisch cyrillisch Грубетиће) is een plaats in de Servische gemeente Novi Pazar. De plaats telt 259 inwoners (2002).